# آدم كونولي
آدم كونولي (بالإنجليزية: Adam Connolly)‏ (10 أبريل 1986 في المملكة المتحدة - ) هو لاعب كرة قدم بريطاني في مركز الوسط. لعب مع نادي هدنسفورد تاون ونادي باث سيتي ونادي غلوستر سيتي ونادي تشيلتنهام تاون لكرة القدم.

## وصلات خارجية
- آدم كونولي على موقع قاعدة بيانات كرة القدم.إي يو (الإنجليزية)
- آدم كونولي على موقع Soccerbase.com (لاعب) (الإنجليزية)